# Hub and spoke
Hub and spoke este o expresie din limba engleză, și desemnează un model de transport caracterizat de una sau mai multe locații centrale, fiecare conectată la niște locații „secundare”. Numele derivă de la modelul roții de bicicletă care constă într-un număr de spițe (spokes) dispuse radial în jurul butucului roții (hub). În sensul abstract, locația centrală este asimilată butucului, iar ceea ce o unește cu destinația sunt considerate spițe. 
Datorită eficienței acestui model și a relativei inflexibilități, acesta a fost adoptat în mai multe industrii ca de exemplu transporturi (industria aviatică), poștă, și în ultimă instanță în rețele informatice. 
O definiție simplistă dar totuși reală ar putea fi considerată ca fiind "Modelul hub and spoke este determinat de faptul că de la un punct de destinație la altul, singura cale ce poate fi urmată este printr-un punct de convergență (central)."
În aviație de exemplu, modelul constă în a avea câteva aeroporturi între care există curse cu avioane de mare capacitate (și rază de zbor), celelalte aeroporturi de dimensiuni mai mici fiind conectate cu unul dintre aeroporturile principale pin curse (pe distanțe relativ scurte) cu avioane mai mici. Pentru a călători între două aeroporturi secundare, un călător va ajunge la cel mai apropiat „hub” cu un avion de mici dimensiuni, apoi va călători spre hub-ul cel mai apropiat de destinație cu un avion de mare capacitate, pentru a parcurge restul distanței, din nou, într-un avion cu rază scurtă de acțiune.  